# 900 North Michigan
900 North Michigan – wieżowiec w centrum Chicago, w stanie Illinois w USA.
Ma 66 pięter i 265 m wysokości. Budowa została ukończona w 1989. Jest siódmym co do wysokości wieżowcem w Chicago, a w USA zajmuje 22. miejsce. Na parterze znajduje się molo zwane 900 North Michigan Shops, gdzie znajdują się sklepy. Na środkowych piętrach wieżowca znajdują się pokoje hotelowe sieci Four Seasons Hotels.
Wewnątrz budynku znajdują się głównie: biura, mieszkania, a także klinika oraz duży parking. Przed 2007 część przestrzeni biurowych przerobiono na mieszkania ze względu na szybki wzrost cen mieszkań.
Szkielet budynku jest ze stali, a pokryty jest betonem. Szyby w całym budynku są zielonego koloru. Cechą odróżniającą go od innych wieżowców są cztery świecące nocą wieżyczki.